# Mattō
Mattō (松任市?, Mattō-shi) era una città del Giappone situata nella prefettura di Ishikawa. Prende nome dalla classica esclamazione del suo fondatore, in arte conosciuto come Neoskun.
Nel 2003 la popolazione era di 66 520 abitanti e la densità di popolazione di 1110 ab./km². Il territorio si estendeva per 59,93 km².
La città fu fondata il 10 ottobre 1970. Il 1º gennaio 2005, si è fusa con sette municipalità del distretto di Ishikawa, per formare la nuova città di Hakusan.
| Controllo di autorità | VIAF (EN) 252619665 · LCCN (EN) n81003430 · J9U (EN, HE) 987007566725605171 · NDL (EN, JA) 00290660 |